# Žedanjsko
Žedanjsko je naselje u općini Srebrenica, Republika Srpska, BiH.

## Stanovništvo
Nacionalni sastav stanovništva 1991. godine, bio je sljedeći:
ukupno: 306
- Bošnjaci - 305
- ostali, neopredijeljeni i nepoznato - 1